# Il mistero della camera gialla (film 2003)
Il mistero della camera gialla è un film del 2003 diretto da Bruno Podalydès, adattamento dell'omonimo romanzo di Gaston Leroux.

## Trama
Negli anni trenta Mathilde, figlia del famoso professore Stangerson, è vittima di un tentato omicidio mentre è sola nella sua stanza. Joseph Rouletabille, accompagnato dal suo amico e fotografo Sainclair, si reca al castello di Glandier per svelare questo mistero. La presenza del famoso reporter non piace all'ispettore Frédéric Larsan e al giudice de Marquet.